# Jean-Pascal Curtillet
Jean-Pascal Curtillet   (Alger, 21 de setembre de 1942 - Ais de Provença, 6 de març de 2000) fou un nedador francès, especialista en estil lliure, que va competir durant la dècada de 1960.
El 1960 va prendre part en els Jocs Olímpics d'Estiu de Roma, on va disputar dues proves del programa de natació. En ambdues quedà eliminat en sèries. Quatre anys més tard, als Jocs de Tòquio, va disputar tres proves del programa de natació. Destaca la sisena posició en els 4x200 metres, mentre en les altres dues proves quedà eliminat en sèries.
En el seu palmarès destaquen una medalla d'or i una de plata al Campionat d'Europa de natació de 1962.